# 22180 Paeon
22180 Paeon è un asteroide troiano di Giove del campo troiano. Scoperto nel 2000, presenta un'orbita caratterizzata da un semiasse maggiore pari a 5,168711 UA e da un'eccentricità di 0,071565, inclinata di 29,312151° rispetto all'eclittica. Ha un diametro di 39,753 km, un periodo di rotazione di 19,39 ore e un'albedo di 0,102.
È dedicato a Peone, padre di Agastrofo.